# دانشگاه پزشکی العرب
دانشگاه پزشکی العرب (به عربی: جامعة العرب الطبیة) یک دانشگاه در لیبی است که در بنغازی واقع شده‌است.